# Recuperação da democracia na Argentina
Em 1983, terminou a ditadura cívico-militar autodenominada "Processo de Reorganização Nacional", que governava a Argentina desde o golpe de Estado de 1976; e o país recuperou a democracia. Depois da derrocada política e social derivada da crise inflacionária e econômica, da derrota da guerra das Malvinas, do descrédito internacional derivado das constantes violações dos direitos humanos e dos múltiplos casos de corrupção dos altos escalões militares, a junta militar viu-se forçada pela protestos populares contínuos para convocar eleições em outubro nas quais foi eleito o presidente Raúl Alfonsín.
Em 1982 a Junta Militar ordenou a ocupação das Ilhas Malvinas. Essa ação foi feita com o objetivo de recuperar o prestígio das Forças Armadas na sociedade. O desembarque em Puerto Argentino foi seguido por uma guerra contra o Reino Unido e a rendição argentina em 14 de junho de 1982. A derrota militar resultou na queda de Galtieri e o governo militar foi forçado a convocar eleições e entregar o poder.

## Democracia e democratização
Segundo Charles Tilly, duas grandes dimensões da democracia podem ser distinguidas: como um regime com regras que permitem a livre expressão popular para a eleição de suas autoridades e como um sistema em permanente construção com ameaças de reversão, onde são implantados mecanismos e práticas que pode ser orientada no sentido democratizante ou desdemocratizante. Assim, o sociólogo norte-americano considera a democracia como um espaço sempre marcado pela interação entre demandantes e contra-demandantes que disputam com diferentes recursos de poder.
Pode-se falar em democracia que democratiza quando essa disputa resulta na ampliação da participação, da consulta obrigatória e protegida e na diminuição da desigualdade; em outras palavras, quando os direitos são ampliados. Por outro lado, ocorrerem processos contrários, então, estaríamos diante de tendências desdemocratizadoras, mesmo dentro de um regime formalmente democrático. O conflito, então, é um componente substancial da democracia e as autoridades desempenham um papel fundamental na orientação que o regime democrático assume. Portanto, a análise de qualquer estágio democrático requer considerar a interação entre diferentes atores sociais.
O início de um novo período democrático em 1983 foi marcado por dois grandes desafios: a renovação do sistema político e a reorganização da economia. No primeiro caso, enfrentava-se o desafio de reconstruir a legitimidade das instituições do governo, renovando o sistema político com base em ideias de consenso, equilíbrio de poderes e respeito aos direitos humanos. Por outro lado, a reorganização da economia envolveu a necessidade de lidar com a dívida externa contraída pela ditadura (validada pelo governo constitucional), resolver o problema da inflação, desindustrialização e defasagem salarial, estagnação das economias regionais e aumento dos índices de pobreza, entre outras questões. Assim, a recuperação democrática se tornou um cenário de disputas, avanços e retrocessos, com conquistas democratizadoras, mas também com aspectos desdemocratizadores.

## Governo de Alfonsín
Nas eleições presidenciais, realizadas em 30 de outubro de 1983, venceram a chapa de Raúl Ricardo Alfonsín e Víctor Hipólito Martínez, da União Cívica Radical (UCR). O novo governo tomou posse em 10 de dezembro de 1983.
Em 15 de dezembro, o presidente Alfonsín criou a Comissão Nacional sobre Desaparecimento de Pessoas (CONADEP), a fim de investigar crimes contra a humanidade cometidos durante o terrorismo de Estado. Além disso, revogou a lei de “autoanistia” (lei 22.924 de 22 de setembro de 1983) por considerar inconstitucional extinguir processos penais por crimes cometidos durante a ditadura, assim, ordenou o julgamento de sete líderes guerrilheiros do Exército Popular Revolucionário e Montoneros por atos de violência e às três primeiras Juntas da ditadura por homicídio, privação de liberdade e tortura.
Em 1984, esta comissão nacional publicou o relatório Nunca más. No ano seguinte realizou-se o Julgamento das Juntas Militares, que culminou com a condenação à prisão perpétua do Tenente General Jorge Rafael Videla e do Almirante Emilio Eduardo Massera e a absolvição dos restantes membros da Junta.
A nível trabalhista, levantou-se a necessidade de reintegração os trabalhadores que haviam sido demitidos por motivos políticos e/ou sindicais, uma demanda amplamente estendida entre diversos setores de atividade. Entre 1982 e 1984, foram criadas comissões de demitidos em torno de cada sindicato e/ou área de trabalho, bem como redes de solidariedade ampliadas, tanto em nível nacional quanto provincial.
Impulsionada pelo ativismo dessas comissões, em fevereiro de 1984, foi promulgada a Lei Nacional nº 23.053, que determinou o reintegração dos funcionários considerados dispensáveis durante a ditadura ao quadro permanente do Serviço Exterior da Nação;  em setembro do mesmo ano, foi sancionada a Lei nº 23.117, que estabeleceu a reintegração dos trabalhadores de empresas estatais que haviam sido demitidos por motivos políticos e sindicais.
Em 1985, foi promulgada a Lei nº 23.238, que determinou a reintegração e o reconhecimento do tempo de inatividade para fins trabalhistas e previdenciários dos professores que haviam sido declarados dispensáveis ou demitidos por motivos políticos, sindicais ou relacionados desde nove de dezembro de 1983; a Lei nº 23.523, que determinou a reintegração dos trabalhadores bancários demitidos por motivos políticos; e a Lei nº 23.278, que se dirigiu às pessoas que, por motivos políticos ou sindicais, foram demitidas, declaradas dispensáveis ou forçadas a renunciar a seus cargos públicos ou privados, ou foram obrigadas a se exilar, estabelecendo que o período de inatividade seria computado para fins de aposentadoria.

### Ponto Total e Obediência Devida
Em 16 de abril de 1987, iniciou-se uma grave crise com a primeira das quatro revoltas “carapintadas”, conhecidas como “Semana Santa”. As Forças Armadas se revoltaram em Campo de Mayo (base militar localizada na província de Buenos Aires), sob o comando do tenente-coronel Aldo Rico. O levante terminou com um acordo entre o governo e os militares rebeldes. O segundo episódio aconteceu em 18 de janeiro de 1988, quando Rico levantou uma unidade militar em Monte Caseros ( província de Corrientes ). Em 1º de dezembro do mesmo ano, o coronel Mohamed Alí Seineldín liderou o terceiro levante em Villa Martelli (província de Buenos Aires), que terminou com um acordo entre o chefe rebelde e o chefe do Exército Dante Caridi.
Duas semanas depois, Alfonsín enviou ao Congresso o projeto de Lei de Obediência Devida estabelecendo a não responsabilização por crimes contra a humanidade cometidos por militares com patente inferior à coronel. As leis Ponto Final e Obediência Devida foram severamente questionadas por organizações de direitos humanos e diversos setores da sociedade civil. Mais de 3600 repressores foram considerados não responsáveis criminalmente. Entre os liberados estavam repressores que simbolizavam a violação dos direitos humanos em todo o mundo, como Alfredo Astiz. As leis foram repudiadas pelas organizações de direitos humanos e foram anuladas em 2003.
Em 23 de janeiro de 1989, o grupo denominado Movimiento Todos por la Patria (MTP) atacou e tomou o Regimento de Infantaria 3 "Grl. Belgrano" de La Tablada (província de Buenos Aires). Em seguida, ocorreu um confronto armado com o Exército que terminou com 45 mortos e quatro desaparecidos. No dia 14 de maio foram realizadas as eleições presidenciais onde venceu a fórmula do Partido Justicialista (PJ) de Carlos Saúl Menem. Imediatamente após o término das eleições, estourou a hiperinflação e os tumultos ; Em 8 de julho, Alfonsín entregou o poder antecipadamente ao presidente eleito.
A última revolta carapintada, produzida em 3 de dezembro de 1990 em Buenos Aires, foi duramente reprimida pelo governo.

## Governo de Menem
Sob o pretexto de uma reconciliação e pacificação da sociedade, em 7 de outubro de 1989, em seu primeiro ano de governo, o então presidente Carlos Menem (Partido Justicialista) emitiu uma série de decretos (1.001; 1.002; 1.003; e 1.005) que foram promulgados para conceder indultos aos militares processados por violações aos direitos humanos. Além disso, após outra revolta militar, em 29 de dezembro de 1990, Menem promulgou mais seis decretos de indulto (2741; 2742; 2743; 2744; 2745; e 2746) que beneficiaram diretamente os líderes condenados das juntas militares, bem como outras lideranças e líderes guerrilheiros. Dessa forma, Menem mais uma vez colocou em jogo a "teoria dos dois demônios" e confirmou a impunidade judicial e política que havia começado no início do pós-ditadura, apesar dos protestos e forte oposição do movimento de direitos humanos e da maioria da sociedade que repudiaram essas medidas.
Menem também implementou outras políticas de reforma do Estado que acabaram desviando a atenção pública do julgamento e da memória da ditadura. Em 1995, sob pressão da Comissão Interamericana de Direitos Humanos (CIDH), decidiu-se indenizar financeiramente as famílias das vítimas desaparecidas e assassinadas pelo Estado. Essas leis dividiram o movimento, que considerava o Estado culpado por negar justiça e exigia um reconhecimento oficial das violações cometidas.
A metade da década de 1990 também marcou o surgimento de uma nova geração dentro do movimento, dos filhos e filhas dos desaparecidos que atuavam em outras frentes, chamados de Filhos pela Identidade, pela Justiça, contra o Esquecimento e o Silêncio (HIJOS). Em 1994, criaram as "Comissões pela Memória" que impulsionaram a construção de museus, arquivos, parques e marcos nas topografias urbanas, como placas e cartazes. Desta forma conseguiram que em 1998 fosse criado o Parque de la Memoria em Buenos Aires através da lei 46 e, em 2000 pela lei 392, para construir um museu da memória em um dos maiores centros de detenção e tortura da Argentina, a Escola de Mecânica da Marinha. (ESMA), também em Buenos Aires.

## Governos de Néstor e Cristina Kirchner
O peronista Néstor Kirchner foi eleito presidente em 2003, inaugurando o ciclo conhecido como kirchnerismo que seria continuado por Cristina Fernández de Kirchner, presidente da Nação entre 2007 e 2015.
Em agosto de 2003, sob o governo de Néstor Kirchner, o Congresso anulou as leis Ponto Final e Obediência Devida, o que permitiu o retorno dos Julgamentos às Juntas e agora também dos “Julgamentos pela verdade”. Até julho de 2016, 2.071 militares e policiais foram julgados por violações aos direitos humanos, e entre os 370 condenados estão os generais Jorge Videla, Antonio Bussi e Luciano Benjamín Menéndez, além de outros nomes emblemáticos da repressão estatal.
Outros fatos relevantes foram a ordem, em 2004, de remover os retratos dos genocidas Jorge Rafael Videla e Reynaldo Bignone do Colégio Militar, e a recuperação da antiga ESMA como Espaço de Memória e Direitos Humanos.
A partir da organização de direitos humanos Abuelas de Plaza de Mayo, continuaram a recuperar netos e netas cuja identidade havia sido suprimida, totalizando 132 casos resolvidos até 2022.

## Comemoração
Em 2002, durante a presidência do justicialista Eduardo Duhalde, foi instituída por lei a comemoração oficial do "Dia Nacional da Memória pela Verdade e Justiça". Em 2006, durante o mandato do justicialista Néstor Kirchner, outra lei estabeleceu a condição da data como feriado.
Pela lei n. 26 323, sancionada em 22 de novembro de 2007 e promulgada em 17 de dezembro do mesmo ano, o dia 10 de dezembro foi declarado como o Dia da Restauração da Democracia.